# تعذر القراءة البحت
تعذر القراءة البحت وتعرف أيضًا بـ تعذر القراءة العمهي أو العمى القرائي أو عمى الكتابة البحت هو أحد أشكال تعذر القراءة التي تشكل «مجموعة عسر القراءة الطرفية». يعاني الأفراد المصابون بتعذر القراءة البحتة من مشكلات معضلة في القراءة بينما باقي المهارات المتصلة باللغة مثل التسمية أو التكرار الشفهي أو الاستيعاب السمعي أو الكتابة تكون كلها سليمة تمامًا.
ويعرف تعذر القراءة البحت أيضًا باسم: «تعذر القراءة دون تعذر الكتابة» أو «عسر القراءة حرف بحرف»، أو «عسر القراءة الإملائي»، أو «عسر تشكيل الكلمات». وتسمى أيضًا «متلازمة ديجيرين (Dejerine)»، نسبة إلى جوزيف جوليز ديجيرين (Joseph Jules Dejerine) الذي وصفها عام 1892م؛ ولكن لا يجب الخلط عند استخدام هذا الاسم بينه وبين متلازمة النخاع المتوسط التي تشترك في نفس المسماة.

## التصنيف
ينشأ تعذر القراءة البحت عن الآفات الدماغية في المناطق الدماغية المتحددة ولذلك تنتمي لمجموعة تعذر القراءة، مقابل عسر القراءة التطوري التي توجد عند الأطفال الذين يعانون من صعوبات في تعلم القراءة.

## الأسباب
ينطوي تعذر القراءة البحت دائمًا على احتشاء في الشريان المخي الخلفي الأيسر (الذي يرفض شريط الجسم الجاسئ والقشرة البصرية اليسرى من بين الأشياء الأخرى). ويتمثل القصور الناتج عن ذلك في تعذر القراءة البحت - أي أن المريض يمكنه الكتابة بينما لا يستطيع القراءة (ولا يستطيع حتى قراءة ما كتبه). ويرجع ذلك لتلف القشرة البصرية مخلفة فقط القشرة البصرية اليمنى (الفص القفوي) قادرة على معالجة المعلومات البصرية ولكن يتعذر عليها إرسال المعلومات إلى مناطق اللغة (منطقة بروكا (Broca's)، ومنطقة ويرنك (Wernicke)، إلخ) في الجانب الأيسر من الدماغ بسبب تلف شريط الجسم الجاسئ. وبهذا لا يزال المريض قادرًا على الكتابة لأن المسارات الرابطة بين مناطق اللغة بالجانب الأيسر بالمناطق الحركية سليمة.